# Erin Brockovich (Film)
Erin Brockovich – Eine wahre Geschichte (Originaltitel: Erin Brockovich) ist der Titel eines biografischen Justizdramas aus dem Jahr 2000. Unter der Regie von Steven Soderbergh wurde die wahre Geschichte von Erin Brockovich verfilmt. Die Hauptrolle spielt Julia Roberts, die für ihre Darstellung den Oscar in der Kategorie „Beste Hauptdarstellerin“ erhielt. Die Rolle des Anwalts ist mit Albert Finney besetzt. Der Film spielte weltweit mehr als 300 Millionen US-Dollar ein.

## Handlung
Erin Brockovich ist eine alleinerziehende Mutter dreier Kinder. Die arbeitslose ehemalige Schönheitskönigin (Miss Wichita) nimmt kein Blatt vor den Mund. Als sie 1993 in einen Autounfall verwickelt und verletzt wird, wendet sie sich an den Rechtsanwalt Ed Masry. Durch ihre verbalen Ausfälle vor Gericht gegen den beklagten Arzt verspielt sie das Wohlwollen der Geschworenen und verliert die Klage auf Schmerzensgeld und Übernahme der Behandlungskosten. Sie steckt nun in ernsthaften finanziellen Schwierigkeiten. Ihren Anwalt, der ihr großspurig einen Sieg vor Gericht in Aussicht gestellt hatte, kann sie überreden, sie zwecks Wiedergutmachung in seiner Kanzlei als Gehilfin einzustellen.
Bei Ablagearbeiten stößt sie auf eine Akte über das Angebot eines Hauskaufs seitens des Konzerns Pacific Gas and Electric an die Besitzerin Donna Jensen im kalifornischen Hinkley. Zu ihrem Erstaunen enthält die Akte medizinische Dokumente. Sie besucht Donna Jensen und erfährt, dass diese mehrere Tumore gehabt hat und ihr Ehemann am Hodgkin-Lymphom leide. Die Arztrechnungen seien, wie Jensen anerkennend sagt, alle von PG&E bezahlt worden. Auf Brockovichs Frage „warum“, erhält sie die Antwort „wegen des Chroms“. Nach Recherchen auf eigene Faust erhärtet sich ihr Verdacht, dass sich hinter dem scheinbar harmlosen Immobiliengeschäft ein Umweltskandal ungeahnten Ausmaßes verbirgt. Aus einem Werk der Pacific Gas and Electric ist jahrelang gesundheitsschädliches Chrom(VI) in das Grundwasser gelangt. Brockovich findet schnell heraus, dass außer den Jensens weitere Anwohner betroffen sind.
Masry hat zunächst massive Bedenken, einen sich über Jahre hinziehenden Prozess gegen die milliardenschwere PG&E zu riskieren. Dies könnte den finanziellen Ruin seiner Kanzlei bedeuten. Schließlich lässt er sich überreden und macht Brockovich zu seiner persönlichen Assistentin. Sie recherchiert mit großem persönlichen Einsatz wichtige Fakten und durchschaut schnell die Zusammenhänge. Aufgrund ihres Engagements und Einfühlungsvermögens fassen die Betroffenen Vertrauen zu ihr. Masry wird jedoch schnell klar, dass der Fall für seine kleine Kanzlei einige Nummern zu groß ist. Als Partner kann er den in Umweltsachen erfahrenen Rechtsanwalt Kurt Potter gewinnen, der mit seiner Kollegin Theresa Dallavale in den Fall einsteigt. Brockovich gelingt es schließlich, die nötige Anzahl von Unterschriften für eine Sammelklage gegen PG&E zusammenzubekommen, insgesamt 634. Ein ehemaliger Mitarbeiter von PG&E übergibt ihr zuletzt höchst brisante Dokumente, die er seinerzeit eigentlich vernichten sollte. Sie beweisen, dass die Zentrale von PG&E in San Francisco bereits seit 1966 über die Kontamination des Grundwassers mit Chrom(VI) informiert war, jedoch nichts dagegen getan hat, sondern im Gegenteil die Filiale in Hinkley angewiesen hat, Stillschweigen zu bewahren. In einem Schiedsgerichtprozess wird PG&E zur Zahlung von 333 Millionen Dollar Schadensersatz an die geschädigten Einwohner verurteilt.
Brockovichs Privatleben, das sowieso schon einigermaßen chaotisch verlief, wird durch ihre umfangreiche Einbindung in den Fall ebenfalls in Mitleidenschaft gezogen. Ihre Beziehung zu ihrem Nachbarn George, einem Gelegenheitsarbeiter und Motorradfan, droht zu scheitern, da sie wegen ihres Engagements immer weniger Zeit für ihn und die Kinder hat, um die George sich von Anfang an liebevoll gekümmert hat. Es gelingt ihr jedoch, auch George vom Wert ihrer Arbeit zu überzeugen. Besonders deutlich wird das für ihn, als er sie zu der schwer geschädigten Donna Jensen begleitet. Sie überbringt Jensen die frohe Botschaft, dass ihr vom Schiedsgericht ein Schadensersatz in Höhe von fünf Millionen US-Dollar zugesprochen worden ist. Nach dem gewonnenen Prozess erhält Brockovich in der neuen Kanzlei ein eigenes, luxuriöses Büro und einen Scheck. Masry hat den Erfolgsbonus nachträglich auf zwei Millionen Dollar erhöht. Zusammen mit dem Anwalt arbeitet sie an weiteren spektakulären Fällen, darunter einem weiteren von PG&E zu verantwortenden Umweltskandal in Kettleman, Kalifornien.

## Hintergrund
Der Film basiert auf einer wahren Begebenheit. Die echte Erin Brockovich spielt eine Gastrolle als Kellnerin im Film. Dabei trägt sie ein Namensschild, auf dem „Julia“ geschrieben steht (nach Ablauf von etwas mehr als 10 Minuten des Films). Auch der reale Ed Masry ist in derselben Szene als Gast des Restaurants zu sehen. 
Brockovichs hartnäckige Nachforschungen ergaben, dass in den 1960er bis 1980er Jahren die Gesundheit der Bewohner von Hinkley in Kalifornien durch giftiges Chrom(VI) im Grundwasser massiv angegriffen wurde. Das Chrom(VI) wurde von einer nahegelegenen Niederlassung der Firma Pacific Gas and Electric benutzt und war in das Grundwasser gelangt. 1996 wurde die Firma aufgrund der Nachforschungen von Erin Brockovich und Ed Masry zur Zahlung der größten Schadenersatzsumme in der Geschichte der USA verurteilt, 333 Millionen US-Dollar. Von dieser Summe erhielt die Anwaltskanzlei Masry & Vititoe 40 %, der Rest wurde unter den mehr als 600 damaligen und früheren Bewohnern von Hinkley aufgeteilt.
Der Verkehrsunfall zu Beginn des Films ist das Ergebnis einer digitalen Bildkomposition von Aufnahmen mit Julia Roberts, wie sie einen Wagen startet und in Bewegung setzt, sowie einer ferngesteuerten Fahrt, bei der das Auto eines Stuntmans seitlich kollidiert. Die beiden Lieder Redemption Day und Everyday is a winding road stammen von Sheryl Crow.

## Synchronisation
Die deutschsprachige Synchronisation wurde nach einem Dialogbuch von Martina Marx unter der Regie von Andreas Pollak durch die RC Production erstellt.
| Rolle           | Schauspieler      | Deutsche Stimme  |
| --------------- | ----------------- | ---------------- |
| Erin Brockovich | Julia Roberts     | Daniela Hoffmann |
| Edward L. Masry | Albert Finney     | Joachim Kerzel   |
| George          | Aaron Eckhart     | Tom Vogt         |
| Brenda          | Conchata Ferrell  | Regina Lemnitz   |
| Donna Jensen    | Marg Helgenberger | Susanne Schwab   |
| Kurt Potter     | Peter Coyote      | Lutz Riedel      |
| Charles Embry   | Tracey Walter     | Eberhard Prüter  |
| Pamela Duncan   | Cherry Jones      | Andrea Solter    |

## Kritiken
Der Film wurde von der Kritik und dem Publikum gleichermaßen gelobt. Auszugsweise Zitate der Presse:

„Reif für einen Oscar. Ein Film mit Tempo, Tiefe und Humor.“

„Nie zuvor war Hollywoods Traumfrau auf der Leinwand so brillant, so vielseitig, so sexy.“

„Steven Soderbergh erzählt souverän, straight und spannend.“

„Erin Brockovich ist das Beste, was Julia Roberts passieren konnte. Denn nie war [sie] so vulgär, so sexy, so komisch – und so liebenswert. […] Mal wieder ein Justiz-Drama? Nö. Soderbergh streicht dröge Plädoyers und erzählt lieber die Story einer sich beherzt zum Erfolg pöbelnden Prolette.“

„Ein auf spektakuläre Weise unspektakulärer Film, pointiert im Dialog, hervorragend gespielt, der seine ausgedehnte Laufzeit zur beharrlichen Unterstreichung und Intensivierung einer einzigen, auf rührende Weise einfachen Idee nutzt. Mit einem nicht minder einfachen psychologischen Realismus leuchtet er zugleich sein wahres Thema bis auf den Grund aus.“

## Ausstrahlung in Deutschland
Der Film wurde als Free-TV-Premiere am 16. Oktober 2005 zur Prime Time auf RTL ausgestrahlt. In der werberelevanten Zielgruppe verfolgten 2,39 Millionen Zuschauer bei einem Marktanteil von 15,8 Prozent den Film. Insgesamt lag der Marktanteil bei 10,9 Prozent bei 3,62 Millionen Zuschauern.

## Auszeichnungen

### Golden Globe Awards 2001
- Beste Hauptdarstellerin (Drama): Julia Roberts

weitere Nominierungen:
- Bester Film (Drama)
- Beste Regie
- Bester Nebendarsteller: Albert Finney

### Oscarverleihung 2001
- Beste Hauptdarstellerin: Julia Roberts

weitere Nominierungen:
- Bester Film
- Beste Regie
- Bester Nebendarsteller: Albert Finney
- Bestes Original-Drehbuch

### British Academy Film Awards 2001
- Beste Hauptdarstellerin: Julia Roberts

weitere Nominierungen:
- Bester Film
- Beste Regie
- Bester Nebendarsteller: Albert Finney
- Bestes Original-Drehbuch
- Bester Schnitt

### Screen Actors Guild Awards 2001
- Beste Hauptdarstellerin: Julia Roberts
- Bester Nebendarsteller: Albert Finney

### MTV Movie Awards 2001
- Beste Schauspielerin: Julia Roberts

weitere Nominierungen:
- Bester Film
- Beste Textzeile: „Bite my ass, Krispy Kreme!“ – gesprochen von Julia Roberts

### Environmental Media Award2000
- Auszeichnung in der Kategorie Spielfilm[7]